# پروتل
پروتل مخفف "روش نوع گرا اجرای زبان".این زبان برنامه نویسی توسط  شرکت مخابراتی نورتل و برای استفاده در ارتباط از راه دور در سیستم‌های سوئیچینگ مانند  DMS-100 ایجاد شده‌است.Protel-2 ورژن شی گرای زبان پروتل است.
زبان پروتل برای پاسخگویی به نیازهای تلفنی دیجیتال طراحی شده‌است و پایه و اساس خط DMS-100 از تعویض سیستم پروتلاست. پروتلیک نوع قوی، زبان بلوک ساختار است که به شدت بر اساس پاسکال و الگول 68 با سبک سمت چپ به راست در اندازه آرایه و متغیر و ساختار توسعه یافته  است.طراحان پروتلبه‌طور قابل توجهی زبان برنامه نویسی پاسکال را  با اضافه کردن تلفیقی خارجی و گسترش ساختمان داده موجود در این  زبان افزایش و پیشرفت داده‌اند.